# Habenaria socotrana
Habenaria socotrana är en orkidéart som beskrevs av Isaac Bayley Balfour. Habenaria socotrana ingår i släktet Habenaria och familjen orkidéer. Inga underarter finns listade i Catalogue of Life.